# Amans Joseph Henri de Séguret
Pour les articles homonymes, voir Seguret (homonymie).
Amans Joseph Henri de Séguret est un homme politique français né le 10 janvier 1784 à Rodez (Aveyron) et mort le 4 octobre 1835 au même lieu.

## Biographie
Président du tribunal de Rodez, il est député de l'Aveyron de 1824 à 1827, siégeant dans la majorité soutenant les ministères de la Restauration.

## Sources
- « Amans Joseph Henri de Séguret », dans Adolphe Robert et Gaston Cougny, Dictionnaire des parlementaires français, Edgar Bourloton, 1889-1891 [détail de l’édition]